# Giò Pozzo
Giò Pozzo, all'anagrafe Cesare Giovanni Battista Pozzo (Milano, 15 ottobre 1952 – Lambrate, 29 luglio 2016), è stato un giornalista, gastronomo e artigiano italiano, autore di numerosi testi su vari argomenti, prevalentemente di carattere enogastronomico.

## Biografia
Laureatosi in Architettura al Politecnico di Milano nel 1976 con lode e pubblicazione della tesi, ha collaborato con l'università per alcuni anni. 
È quindi entrato nella redazione del mensile Mare 2000 (dal 1977 al 1981) divenendo giornalista professionista nel 1979. Da allora è stato caporedattore di Grand Gourmet, rivista internazionale di alta cucina e bien vivre, de La Gola, mensile del cibo, del vino e delle tecniche di vita materiale e de L'Etichetta, guida alla cultura del cibo, del vino e della tavola, direttore di Yacht Digest, caposervizio di Donna Moderna, caporedattore di Forza Sette e di Digital Tv. Ha collaborato a numerose riviste e quotidiani nazionali, come Anna, Donna Oggi, Mondo Economico, Costruire, Critica Sociale, Corriere della Sera, La Voce, Linus, Casabella, Qui Touring, Gente Viaggi, Carnet, Sandokan, La Cucina Italiana, Mattina, Vera, Applicando, Network Business, Top Trade, Il Sole 24 Ore, Bella, Il giornale della vela, Nautica, Altrimedia, Il manifesto.
Ha scritto numerosi libri, come quelli realizzati con Antonio Piccinardi per Giorgio Mondadori: Le Soste. 32 grandi ristoranti: storia, personaggi, luoghi, ricette (1991, ISBN 88-374-1193-6), L'olio a tavola (1988, ISBN 88-374-1039-5), La pasta in tavola, Le verdure in tavola, o la Guida alle città del Vino (Sperling & Kupfer, 1977, ISBN 88-200-2400-4, con Davide Paolini). 
Per La Gazzetta dello Sport ha curato sette volumi su Valentino Rossi, una monografia su Omar Sívori, una sul ventottesimo scudetto vinto dalla Juventus e un volume sui XX Giochi olimpici invernali di Torino; per Famiglia Cristiana la collana Arte e fede nei luoghi dello spirito, in dodici volumi. Ha inoltre curato 34 volumi de La grande scuola di Cucina Moderna per Arnoldo Mondadori Editore, l'edizione italiana dell'enciclopedia Conoscere il vino di Hachette (Fratelli Fabbri Editori) e Tuttovale (Rcs MediaGroup). Ha collaborato con la Grande enciclopedia illustrata della gastronomia, edizione Reader's Digest.
Dal 2005 è attivo nell'associazione +bc, che promuove l'uso e la cultura della bicicletta in città. Dal 2008 al 2015 ha gestito a Milano una società per la costruzione di biciclette artigianali denominata "Orco Cicli". Da gennaio 2016 ha proseguito in proprio la realizzazione di biciclette su misura, il restauro e le riparazioni nella stessa bottega di via Pastrengo a nome "Giò Pozzo".

## Opere

### Come autore
- 130 spaghetti all'ultimo minuto (supplemento a Sale & Pepe), Milano, Mondadori, 1993
- Guida alle città del tartufo, Milano, Touring Club Italiano, 2000 - ISBN 88-365-1831-1 (trad. inglese di Richard Birkby: Guide to the Truffle Towns, Milano, Touring Club Italiano, 2001 - ISBN 978-88-365-2267-5)
- I distillati (supplemento a Il Giornale), vol. 2º, Savigliano, Gribaudo, 2005 - ISBN 88-7906-048-1

### Come curatore
- 1000 sapori da gustare nella vita. Prodotti, specialità e profumi d'Italia, Milano, Rizzoli, 2007 - ISBN 978-88-17-01780-0.

### In collaborazione
- con Raffaello Cecchi, Alberto Seassaro, Giuliano Simonelli e Claudia Sorlini (curatrice), Centri sociali autogestiti e circoli giovanili. Un'indagine sulle strutture associative di base a Milano, Milano, Feltrinelli, 1978
- Decio Giulio Riccardo Carugati (racconti) e Giò Pozzo (prefazione, commenti e ricette storiche), La cucina crudele, Vigevano, Diakronia, 1991 (ed. fuori commercio per la Hoechst Italia), riedita nel 1994 come La cucina della crudeltà - ISBN 88-8069-001-9.
- Decio Giulio Riccardo Carugati (racconti) e Giò Pozzo (commenti e ricette storiche), La cucina gioiosa, Vigevano, Diakronia, 1992 (ed. fuori commercio per la Hoechst Italia), riedita nel 1994 come La cucina dell'allegria - ISBN 88-8069-000-0.
- con Luca Selmi e altri, I negozi storici in Lombardia, Milano, Touring Club Italiano, 2006 - ISBN 978-88-365-4051-8.
- con Adriano Maccarana, La macchina perfetta. Teoria, pratica e storie della bicicletta, Milano, Il Saggiatore, 2010 - ISBN 978-88-428-1617-1.
- con Daniela Guaiti, Birra. Storia e degustazione, tipologie di tutto il mondo, ricette e abbinamenti, Firenze, Giunti, 2010 - ISBN 978-88-09-06330-3.